# 克里斯托佛·克拉乌

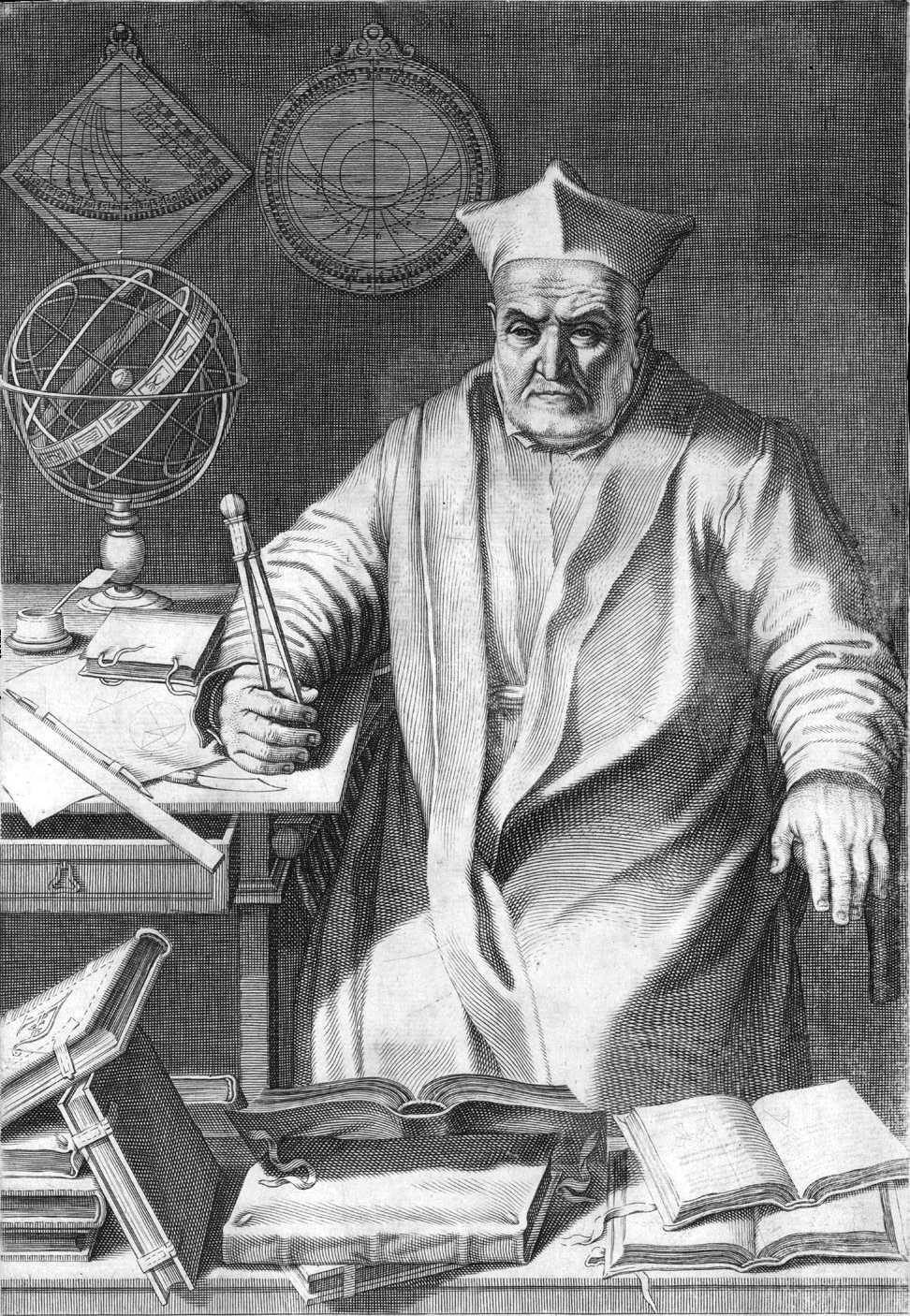
克里斯托佛·克拉乌

克里斯托佛·克拉维斯（Christopher Klau/Clavius，1538年3月25日—1612年2月6日），从拉丁荣号译名“克拉维”（-us只是形态词尾），由於其姓氏之原義為釘子，其弟子利瑪竇譯其著作時皆標為丁氏所著，活跃于16、17世纪的天主教耶稣会士。他在数学、天文学等领域建树非凡，并影响了许多后日名家，包括伽利略、笛卡尔、莱布尼兹等人。来华传教者中，第一位受到士族文人欢迎的耶稣会士利玛窦，也出自于他的门下。在17世纪初的欧洲宗教学界，他是位赫赫有名的人物。克拉乌的最高功勋，是协助修订格里历，为格列高利十三世的专家团提供精确数据和参考资料。闰年的设置，完全遵循了他的意見：四年一閏，后面两0的年数需被400整除才作闰年。此外，他还制造出许多实用仪器，诸如分角器和大地测量用的象限仪。但同时，他也是哥白尼的主要反對者之一。
克拉乌出生于巴伐利亚的班贝拉，1555年加入耶稣会，其后在葡萄牙科英布拉大学接收教育，1565年后定居罗马，直到逝世。
现今月球正面第三大环形山，便以其名命名为克拉维斯环形山。